# USA Cartoon Express
USA Cartoon Express var ett programblock med animerade produktioner som sändes över kabel-TV-nätverket USA Network från sent 1982 till 15 september 1996. Det var det första struktutrerade tecknade programmet över kabel-TV, och föregick Nickelodeons block med ett halvt decennium och Cartoon Network med över ett decennium.

## Historik
I september 1982 meddelades att USA Cartoon Express skulle börja sända. Man sände ursprungligen tidigt på kvällarna, och ersatte då ett block vid namn Calliope.

### Hanna-Barbera
De första programmen kom främst från Hanna-Barbera library. Välkända serier som Scooby-Doo, Huckleberry Hound, Yogi Bear, Space Ghost, The Smurfs, och Jonny Quest, samsades med mindre kända serier som Wheelie and the Chopper Bunch, Inch High, Private Eye, Dynomutt, Dog Wonder, och flertal andra, samt The Flintstones-spinoffvarianter som The Pebbles and Bamm-Bamm Show. Mot 1980-talets slut sändes serier som G.I. Joe, Transformers, He-Man and the Masters of the Universe, The Real Ghostbusters, Jem, Robotech, och Alvin and the Chipmunks. Programpresentatör var Keith Olbermann, som samtidigt också refererade sport i New York-radiostationen WBBR.
I oktober 1991 köpte Turner Broadcasting upp Hanna-Barbera, och drog igång Cartoon Network ett år senare, och tog därmed med sig en del program tid. Blockets enda Hanna-Barbera-serie därpå var The Smurfs, som inte lämnade blocket förrän 1993 och Scooby-Doo, som lämnade kanalen först 1994.

### 1993 års förändringar
Under andra halvan av 1993 debuterade två originalserier, Itsy Bitsy Spider och Problem Child (baserat på filmfranchisen); men båda hade svårt att få tittare. Teenage Mutant Ninja Turtles blev blockets nya stora serie.

### Terrytoons ochUSA Action Extreme Team
Senare köptes sändningsrättigheterna till Terrytoons kortfilmer som Deputy Dawg och Mighty Mouse, samt DC Comics-relaterade serier som Superfriends. 1996 började USA Network sända USA Action Extreme Team med serier baserade på Street Fighter II, och Mortal Kombat-franchisen samt seriefranchisen Savage Dragon. Dessa tre serier, samt Wing Commander Academy var inblandade i en crossover som fokuserade på en originalfigur vid namn "The Warrior King." Då man slutat sända de ursprungliga serierna och TMNT, blev programblocket ett morgoninriktat actionblock, med serier som Mighty Max, Sailor Moon (som senare kom att visas på Cartoon Networks Toonami-block), Street Sharks, och Gargoyles som huvudserier.

### Slutet
Den 15 september 1996 sändes programblocket för sista gången, då USA Networks stängde ner de flesta av sina tecknade programblock, inklusive Cartoon Quest och  SciFi Channels The Animation Station, och en 14-årig epok gick i graven.

## Program som sändes överUSA Cartoon Express

### Hanna-Barbera
- The Biskitts
- Buford and the Galloping Ghost
- Butch Cassidy and the Sundance Kids
- Captain Caveman and the Teen Angels
- Challenge of the GoBots
- Clue Club
- Devlin
- Dynomutt, Dog Wonder
- The Flintstones
- The Flintstone Comedy Hour
- Galaxy Goof-Ups
- Goober and the Ghost Chasers
- The Great Grape Ape Show
- Help!... It's the Hair Bear Bunch!
- The Herculoids
- Hong Kong Phooey
- Huckleberry Hound and Friends
- Inch High, Private Eye
- Jabberjaw
- Jana of the Jungle
- Laff-A-Lympics
- Magilla Gorilla/Quick Draw McGraw/Wally Gator/Loopy De Loop
- Monchichis
- The New Fred and Barney Show
- Pac-Man
- Paw Paws
- The Pebbles and Bamm-Bamm Show
- The Robonic Stooges
- The Roman Holidays
- Scooby-Doo och diverse spinoffvarianter
- Shirt Tales
- The Skatebirds
- The Smurfs
- Snorks
- Space Kidettes
- Space Ghost and Dino Boy (minus Dino Boy)
- Space Stars (minus Astro och Space Mutts)
- Speed Buggy
- Valley of the Dinosaurs
- Wheelie and the Chopper Bunch
- Where's Huddles?
- Wildfire
- Yogi's Gang
- Yogi's Space Race
- Yogi's Treasure Hunt
- Young Samson & Goliath

### Övriga serier
- Adventures of Sonic the Hedgehog (1995-1996)
- The Adventures of Super Mario Bros. 3 (1994-1995)
- Battle of the Planets
- Bigfoot and the Muscle Machines
- Cadillacs and Dinosaurs (1996)
- Captain N: The Game Master (1993-1995)
- The Chipmunks Go to the Movies
- C.O.P.S.
- Defenders of The Earth
- Dennis the Menace (1996)
- Denver the Last Dinosaur
- Dinosaucers
- Dragon's Lair (1988-1992)
- Fat Albert and the Cosby Kids (1989-1991)
- G.I. Joe
- He-Man and the Masters of the Universe (1988-1990)
- Hulk Hogan's Rock 'n' Wrestling
- Jayce and the Wheeled Warriors
- Jem
- Kidd Video
- M.A.S.K. (1987-1989)
- Mister T
- The Real Ghostbusters (1991-1994)
- She-Ra: Princess of Power (1998-1989)
- Slimer! And the Real Ghostbusters
- Sonic the Hedgehog (1995-1996)
- Sport Billy
- The Superman Batman Adventures (inklusive diverse Filmation-producerade kortfilmer, och olika SuperFriends-kortfilmer)
- Teenage Mutant Ninja Turtles (1993-1996)
- Terrytoons Show
- Turbo Teen
- Toxic Crusaders
- Voltron
- WildC.A.T.s
- The Woody Woodpecker Show (1987-1995)

### USA Cartoon Expressoriginalserier
- The Itsy Bitsy Spider
- Problem Child

### Kortfilmer
- In a Minute
- Monster Bash
- USA Network Kids Club

### USA Action Extreme Team
- Adventures of Sonic the Hedgehog
- Battletoads
- Dogtanian and the Three Muskehounds
- Double Dragon
- Exosquad
- Gargoyles
- G.I. Joe
- Highlander: The Animated Series
- Mighty Max
- Monster In My Pocket
- Mortal Kombat: Defenders of the Realm
- Sailor Moon
- Savage Dragon
- Sonic the Hedgehog (SatAM)
- Super Mario World
- Superfriends
- Street Fighter
- Street Sharks
- The Superman/Batman Adventures
- Ultraforce
- WildC.A.T.s
- Wing Commander Academy

### TV-specialer
- He-Man and She-Ra Christmas
- Snow White Christmas
- Real Ghostbusters Christmas
- Family Circus Easter
- Family Circus Christmas
- Chucklewoods Easter
- Chucklewood Halloween
- Chucklewood Christmas
- Chucklewood Thanksgiving
- Scooby-Doo: Halloween Hassle
- Scooby-Doo: Headless Horseman of Halloween
- Nutcracker Scoob
- Santa and the Three Bears
- Fat Albert Easter
- Fat Albert Halloween
- Fat Albert Christmas
- Smurfs Christmas Special
- Smurfs Halloween
- Pac-Man Halloween
- Christmas Comes to Pac-Land
- Puff the Magic Dragon

### Fotnoter
1. 1 2 3  United Press International (UPI) (21 september 1982). ”Remember 'Terry and the Pirates'”. Ellensburg Daily Record:  s. 14. http://news.google.com/newspapers?id=J39UAAAAIBAJ&sjid=Bo8DAAAAIBAJ&pg=4069,7907879&dq=usa+cartoon+express&hl=en. Läst 18 januari 2011.
2. ↑  Los Angeles Daily News (27 oktober 1991). ”Exec says Ted to get Fred by Monday”. The Tuscaloosa News:  s. 1E. http://news.google.com/newspapers?id=yDMdAAAAIBAJ&sjid=iaUEAAAAIBAJ&pg=2652,6868099&dq=turner+hanna-barbera&hl=en. Läst 31 augusti 2010.
3. ↑  http://www.wcnews.com/news/showupdate.php?id=5205